# Masiuniszki
Masiuniszki (biał. Масюнішкі; ros. Масюнишки) – dawny chutor na Białorusi, w obwodzie witebskim, w rejonie brasławskim, w sielsowiecie Widze.

## Historia
W latach 1921–1945 wieś a następnie kolonia leżała w Polsce, w województwie nowogródzkim (od 1926 w województwie wileńskim), w powiecie brasławskim, w gminie Widze.
W Powszechnym Spisie Ludności z 1921 roku nie podano liczby mieszkańców. W 1931 w 5 domach zamieszkiwało 20 osób.
Miejscowość należała do parafii rzymskokatolickiej w Widzach. Podlegała pod Sąd Grodzki w m. Turmont i Okręgowy w Wilnie; właściwy urząd pocztowy mieścił się w Widzach.
W okresie radzieckim miejscowość miała status chutoru. Została zlikwidowana w 1976 roku.